# 内蒙古人民自卫军
内蒙古人民自卫军是1947年4月3日以后至1948年1月1日内蒙古境内在中国共产党领导下的蒙古族少数民族地方武装。

## 历史
早在1946年1月1日晋察冀中央局领导下的内蒙古自治运动联合会在集宁玫瑰营子成立内蒙古人民自卫军骑兵独立旅，受绥蒙军区领导指挥。
1946年4月3日，内蒙古“四三会议”在承德召开，会议决议蒙古族自治运动接受中国共产党的领导。“四三会议”后，东蒙古人民自治军番号撤销，所属3个骑兵师与中共直接领导的锡察解放区的几个师统称内蒙古人民自卫军。司令员云泽，副司令员阿思根。相邻的解放区派来了一批汉族老干部到各部队做军事、政治工作，包括胡秉权、胡昭衡、赵石、刘昌、韩是今、吴广义、刘景平等。
1947年9月，卓索图盟纵队在赤峰成立。
1948年1月内蒙古人民自卫军改称为内蒙古人民解放军。司令员兼政委乌兰夫，副司令员阿思根(1948年1月病逝)、王再天、那钦双合尔，参谋长吉合，政治部主任方知达。
1948年5月又成立了人民武装部和兵站部，鄂嫩日图、胡克巴特尔分任部长。1948年9月，骑兵4师与卓盟纵队合编为骑兵第十师。1948年11月成立锡察军区，司令员乌勒吉敖喜尔，政委苏克勤，统一指挥骑兵第十一师和十六师作战。
1947年5月1日至1949年4月30日，内蒙古骑兵部队与国民党正规军和地方军作战633次，毙伤俘敌19875人，缴获各种炮69门、轻重机枪132挺、长短枪8359支、各种炮弹1203发、子弹68935发、战马20082匹，击毁敌机一架。1949年5月29日，内蒙古人民解放军改称中国人民解放军内蒙古军区，司令员兼政委乌兰夫。下辖骑兵第一至五师，原第十师改称三师、原第十一师改称四师、原第十六师改称五师。
1950年11月，撤销了内蒙古骑兵第一师、第二师、第三师建制，成立了东蒙的6个军分区。1952年5月，撤销了内蒙古骑兵第四师和第五师，并从6个军分区所辖独立骑兵团中各抽调一部分，重新组建中国人民解放军（国防）骑兵第五师，归华北军区建制。

## 建制组成
- 东蒙古人民自治军受东蒙古人民自治政府内防部部长阿思根的统帅。1946年5月28日后改为受内蒙古人民自卫军兴安军区司令员阿思根（兼），政委哈丰阿，副政委张策的统帅。1948年3月1日改称“内蒙古人民解放军”。
  - 骑兵第一师：前身是1945年8月10日，莫德尔图在阿尔山率130余人举行起义；8月11日，都固尔扎布、王海山等率600余兴安陆军军官学校师生在葛根庙举行起义，击毙军校最高指挥官吉川中校、大岩少校等50余名日本军官。1945年10月，组建以参加“八一一起义”队伍为骨干，兴安学院、育成学院、兴安医学院等校学生、部分伪满国兵参加的民警大队，不久改称警备大队。1945年12月，警备大队扩编为警备总队，都固尔扎布任总队长，王海山任第一大队大队长，双宝为第二大队大队长，单福祥为第三大队大队长，活跃于王爷庙（今乌兰浩特）地区。1946年1月编为东蒙古人民自治军骑兵第1师，莫德尔图（莫德勒图、莫得尔图，郭东部、郭东布）任师长[2]，都固尔扎布任参谋长兼政治部主任，下辖4个团1500余人。1946年5月25日改称内蒙古人民自卫军骑兵第一师，接受中共领导与西满军区的指挥。1946年8月，骑兵一师领导调整，莫德尔图改任兴安省军区副司令员[3]，原第一团团长王海山继任师长。参加了西满国共内战的剿匪、第三次四平战役时配合辽吉军区第一军分区的部队在铁岭、法库和彰武一带活动，一面牵制该地区敌人向四平增援，一面清剿该地区的蒙古“降队”。1947年9月，兴安军区决定撤销警卫团，将其与骑兵第一师第二团合编为步兵第二团，下设3个步兵营和一个炮兵连，每个步兵营下设4个连，共计13个连1200余人。师长王海山，政治委员都固尔扎布，副师长双宝，副政治委员胡昭衡，副政治委员旺丹，参谋长额博尔图，政治部主任旺丹(兼)，供给处处长乌日根布，卫生处处长额尔敦高乐。1947年9月，骑兵第一师与辽吉一分区部队归东北民主联军七纵指挥，骑兵第一师炮兵团配属七纵，参加东北秋季攻势。1948年7月26日，骑兵第1师第3团奉命在副政委旺丹率领下从乌兰浩特乘火车出发到保康下车，然后乘马行军到长春外围，受东北人民解放军独立第10师指挥，与其他兄弟部队一起围困长春。1948年8月中旬，骑兵第一师主力进至法库、彰武、新民县一带，配属辽北军区，执行监视、围困、封锁，掩护东北野战军主力的休整、训练。1948年10月15日奉东野命令赶赴台安，向盘山、沟帮子搜索，拦截锦州可能的溃敌。10月17日奉东野命令赶赴黑山县半拉门、西大李岗子一带执行原任务。10月20日，骑兵第一师主力配属东北野战军第十纵队由新立屯东北地区后撤至黑山、大虎山以北地区，依托医巫闾山构筑工事，阻击廖耀湘兵团，迟滞其前进，以争取时间待野战军主力回师，然后配合主力聚而歼之。10月22日下午2时，敌骑兵200余人进入大小民圈、田家窝棚我方阵地一带。师令第1团接替第2团的胡家窝棚阵地，继续构筑工事；第2团当夜出发寻机歼敌。10月23日凌晨2时许，第2团由头道镜子经康家窝棚隐蔽迂回到田家窝棚，与敌骑兵第1旅第5团前哨遭遇。第2团团长富金山当机立断，组织拉木扎布连长率领第3连迅猛地乘马冲击，远用炮轰枪射，近用刀劈枪扫，仅用1小时就击溃敌人主力，砍死砍伤敌人数十名，俘敌连长以下27人，缴获六零炮2门、步马枪23支、军马24匹，我军无一伤亡。10月23日凌晨3时许，黑山阻击战的序幕——胡家窝棚阻击战打响了。敌第207师第3旅（辖3个团），在重炮和飞机掩护下，向骑兵第1师约300人的第1团的2km宽的胡家窝棚阵地发起猛烈进攻。第1团顽强地坚守阵地7个小时以上，毙、伤敌人151人，牺牲布和吉雅连长等65名干部战士。[4]1950年11月，撤销内蒙古骑兵第一师番号，所部编为察哈尔盟、锡林郭勒盟各旗人武部。
    - 骑兵第一团，团长富金山，政治委员孙殿忠，参谋长佟珍，政治处主任玛喜巴图。
    - 步兵第二团，团长罗旺扎布/拉瓦，政治委员李一夫/鲍荫扎布，参谋长新特格，政治处主任鲍荫扎布/阿民乌尔塔，副主任査干。二团常驻高力板。1947年2月13日在阿思根指挥下和骑二师15团解放吉尔嘎朗，歼敌300余人。三连作为重火器连有一门速射炮、一门迫击炮和四挺九二式重机枪。
    - 骑兵第三团，团长额尔敦仓，副团长平安，参谋长王宝钰，政治处主任乌尔图。
    - 骑兵第四十二团，团长多文秀，政治委员孟继贤，参谋长何三成，政治处主任贺喜格。
    - 骑兵第五团，团长莫日根，政治委员巴音图，副政治委员黄德章，参谋长甘珠尔扎布，政治处主任葛尔乐图。
    - 炮兵团，团长额尔敦达来，副政治委员陈殿武，政治处主任哈斯格尔乐图。

  - 骑兵第二师：1946年1月成立兴安南地区警备司令部。司令员乌力图，参谋长白音布鲁格，政治部主任李鸿范。辖骑兵第五团（东科中期，团长格日乐图500余人）、骑兵六团（东科后旗，团长特古斯，400余人）、骑兵七团（团长温都苏，政委蔡柏信，约300人）、骑兵八团（团长庄子，政委王成美， 360多人）、骑兵九团（奈曼旗，团长旺哈尔，政委陈玉良，全团500多人）。1946年4月改称东蒙古人民自治军骑兵第二师，师长乌力图，政委赵石（哲里木盟工委书记），参谋长白音布鲁格，政治部主任李鸿范，辖骑兵十一团至骑兵十五团。1946年6月改称内蒙古人民自卫军骑兵第二师，师长那钦双和尔/1946.11白音布鲁格，政委赵石，参谋长白音布鲁格/1946.6丹森宁布，政治部主任李鸿范/1946.10好斯巴雅尔。1947年7月改称哲里木盟军分区，司令员那钦双和尔，副司令员谭刚、白音布鲁格，政委赵石，第二政委胡秉权，副政委孙兴华、燕蔷，参谋长谭刚(兼)，副参谋长丹森宁布，辖骑兵十一团、骑兵十二团、警卫团。1948年3月在四平大洼整编，改称内蒙古人民解放军骑兵二师，师长白音布鲁格，政委胡秉权，第二政委都固尔扎布，参谋长丹森宁布，政治部主任巴图，后勤部长孟庆群，辖骑兵二十一团（团长那仁，政委陈时雨）、骑兵二十二团（团长乌力吉达赉/图克斯巴雅尔/罗旺扎布，政委赛胜阿，副参谋长邰喜德），骑兵二十三团（团长赵福林/骆长胜，副政委布，原阜新县蒙民大队与十三团合编）、骑兵二十四团（团长那达那，政委高万宝扎布，原郭尔罗斯蒙古骑兵团）。1948年3月中旬，骑兵第二师挺进到铁岭、法库、彰武一带，对沈阳之敌进行监视，随后参与围困新民、封锁沈阳，防止敌军突袭，打击敌人的骚扰和抢粮。1948年4月，骑兵第2师第21团接受围困沈阳外围新民县的任务。骑兵第2师部队于9月初从葛根庙出发，乘火车到保康至卧龙屯之间各站下车，9月中旬到达指定地点黑林子镇，向东北野战军第1兵团报到。根据所担负的任务，骑兵第2师以黑林子镇为中心组织防御地带。从右至左排列部署：骑兵第23团、第21团、第22团为第一防御梯队；第24团和配属的内蒙古骑兵第1师第3团为第二防御梯队，师指挥所设在黑林子镇。若长春守敌从黑林镇一带突围，骑兵第2师可采取打、拉、阻紧密结合的阻击、侧击战术，迟滞敌人的行动，堵截敌人退路，严防敌人逃跑，并争取时间，配合主力部队歼灭敌人。长春解放后，内蒙古骑兵第二师从郭家店出发南下，急行军十几个小时到达开原附近的丘陵地带，迅速实施迂回，切断了铁岭敌军退路。铁岭敌军投降后，骑兵二师东渡辽河，经铁岭向沈阳急进，骑兵二师二十二团（原十二团）在阿吉堡子追歼第五十三军一六九师运输团第二营，俘敌营长以下150余人。骑兵二师在新城子以西，追击一个骑兵旅迫使敌不战而降；在向沈阳城发起总攻时，遇五十三军炮兵迫敌投降。1949年5月改编为中国人民解放军内蒙古骑兵二师，师长白音布鲁格，政委胡秉权/1949.8慕汝瑞，参谋长丹森宁布，政治部主任巴图，供给部长孟庆祥，辖骑兵四团（团长那仁/1949.12包喜，政委陈时雨，副参谋长邰喜德）、骑兵五团（团长图古斯白乙尔/罗旺扎布，政委赛胜阿）、骑兵六团（团长那达那，政委阿古达目）。[5]
    - 骑兵十一团：团长格日乐图/1946.5那仁，政委耿青/陈时雨，政治处主任李维涵。以科左中旗独立大队为基础，从科左中旗保安部队的第一大队、第二大队各抽调一个连，在科左中旗巴彦塔拉组建了内蒙古自治军骑兵二师十一团，全团设有3个骑兵连、1个机炮连，共计500余人。1946年为阻遏国军队及土匪向解放区进犯，十一团在巴彦塔拉一带连续作战十余次，曾以两个连兵力与敌主力87师一个营展开激战并取得胜利。1947年春十一团参加哲里木盟蒙汉联军反攻作战，收复舍伯吐、腰忙哈，解放通辽及哈日乌苏歼灭战中发挥了重要作用。1947年5月，为确保三战四平后方安全，奉命在梨树、怀德、长岭地区，与国民党“光复军”及土匪多次作战。1947年冬十一团奉命开赴长春外围农安地区，保卫土改、开辟新区并参加围困长春的战斗。三个月内与敌英勇作战29次，受到辽吉二分区的表彰。1948年秋十一团挺进辽西参加辽沈会战。1948年改称骑兵第21团。在围困沈阳战斗中聚歼顽匪武装“红眼队”获辽北军区通令嘉奖。1950年秋入京参加国庆周年检阅。
    - 骑兵十二团（团长特古斯/1946.5好斯巴雅尔/1946.6特古斯巴雅尔/乌力吉达赉/图克斯巴雅尔/罗旺扎布，政委赖其正/1946.10关布扎布（东科后旗旗长兼）/王景义/赛胜阿）。1945年11月东科后旗组建骑兵独立中队；维持总队由特古斯任总队长，旺丹为政委，拉喜尼玛为政治部主任，吉如何为副队长。1946年1月底为改编东科后旗维持总队，成立了阿思根为主任、李化民（保安一旅副旅长）为副主任的编军委员会。首先将地方自治政府的维持总队，改编成东蒙古自治军第六团。不久改为内蒙古人民自卫军骑兵二师十二团。总队长特古斯为团长，工作团的张泽民为副团长，赖其正为政治委员，参谋长与政治部主任暂缺。随后将原维持总队下设的五个大队改编成4个连和1个保安队：一连长舍旺，指导员巴拉珠；二连长布林代来，指导员色兴阿；三连长曹德敖木，指导员希迪巴拉；四连长吉如何，指导员图日根；保安大队队长乌力吉吐（包日很台喇嘛）。编军委员会考虑工作团的安全，又组建了一个警卫队，任命彭海臣为队长。1947年1月参加舍伯吐腰忙哈战斗。1947年5月参加了哈拉乌苏庙（今乌兰敖道）追歼战。1947年6月7日，骑兵十二团4个连250多人，会同辽吉一分区3个团的兵力向盘踞在浩坦苏木额德淖尔一带的蒙旗保安骑兵独立支队（包善一）和东科中旗骑兵营（苏和巴特尔）的2000多蒙古骑兵发起进攻。在兄弟部队未到达时，四连二排副排长包牤牛牺牲，后在1948年东科后旗政府将建博王府和广福寺大庙烧砖窑的窑艾里屯更名为“包牤牛屯”，即今吉尔嘎朗镇包牤牛嘎查。
    - 骑兵十三团（团长温都苏/协日巴拉，政委王景义/温都苏），科左前旗的骑兵第7团改称。全国战斗英雄好特老曾任团侦察通讯连副排长、四连连长。
    - 骑兵十四团（团长庄子，政委王成美）1945年2月组建骑兵第8团。后改称骑兵14团。中共阜彰县委决定在五区三家子屯召开苏鲁克旗旗民代表大会时，1946年7月17日大部分叛变，编为热北支队骑兵第五团（团长徐绍儒，300多人）、库伦保安大队（大队长白音巴吐，200多人）。8月5日库伦旗参议会、旗政府、内蒙古人民革命青年团就十四团叛变联合发表《为反对国民党特务勾结土匪破坏自治告全旗同胞书》，骑兵二师师长那钦双和尔、政委赵石为处理十四团叛变事件，率部进驻库伦。随后，五分区路西支队司令员孙兴华也抵达库伦。根据十四团叛变前后的迹象，骑兵二师和库伦旗委以策动叛乱罪逮捕旗长罗布桑林沁，并没收其全部财产。8月15日召开5000人大会，公审罗布桑林沁，大会宣布中共库伦旗委《关于改组民族民主联合政府，撤销罗布桑林沁旗长职务，任命德勒黑为旗长的决定》。14团未叛变的士兵改编为库伦支队。1946年10月初库伦旗党、政、军撤出库伦镇，转移到库伦西部建立根据地。至1947年3月1日，经过十几次大小战斗，消灭有生力量，在主力部队的配合下，收复库伦全境，第七十一军新六师第十八团同绥东县、库伦旗政府人员及保安大队逃离库伦，热北支队骑兵五团300多人马转往阜新，7月11日该部120多人起义回到库伦。
    - 骑兵十五团（团长旺哈尔，政委陈玉良/1946.6特古斯），奈曼旗骑兵第9团改称。1947年2月13日在阿思根指挥下和骑一师二团解放吉尔嘎朗，歼敌300余人。
    - 警卫团：1947年7月成立。团长特古斯巴雅尔(兼)，政委陈朱云

  - 骑兵第四师（蒙骑四师）：昭乌达盟的蒙古族武装，1946年1月由东蒙古人民自治政府组建。1945年10月至1946年2月多次与热北军分区部队发生武装冲突。1946年4月在林东成立四师。师长和子章/1947年9月起阿民布和，政委乌力吉那仁，参谋长仁钦宁布/阿民布和（和子章四弟）/1947年9月起郎布仁钦；政治部主任蒙和舞乐极（1947年3月刘昌继任）；供给部部长图门思。辖6个团3000余人。四三会议后，热北军分区部队进驻林东。1946年秋三十五团和三十七团编为第二支队。额勒登格当第二支队队长，政委是义达嘎苏荣，副支队长兼参谋长是业喜扎拉绅。1947年2月，在昭乌达盟组建了蒙汉联军，对蒙骑四师做了初步整编。1947年9月，全师排除叛变的与洗刷掉的，所剩790人，缩编为2个团：原34团与36团一部编为31团，团长确吉敖斯尔，政委斯布吉德道尔吉；原32团与35团余部（额勒登格叛变后该团剩一个连另一个排）编为33团，团长包英昌，政委张华廷，37团已划归辽西军区的哲里木盟军分区。1948年10月23日，蒙骑四师编为内蒙古人民解放军骑兵第10师第31团，共4个连562人，团长唐巴图平安，政委张华廷。1949年6月1日，在突泉编为中国人民解放军内蒙古军区骑兵第3师第7团。1950年10月，蒙骑3师编散，第7团划归兴安盟军分区编入各旗县人民武装部。
    - 32团（巴林左旗）：团长恩和图布新/博拉哈/包英昌、政委斯布吉德道尔吉/张华廷。
    - 33团（巴林左旗）：团长恩和图布新，35团余部编入33团。三个连，一个团部。苏达那木道布兼团长，布和朝鲁任政治处副主任，后编入32团。
    - 34团团长仲乃/确吉敖斯尔，政委额尔恒巴图/斯布吉德道尔吉。。
    - 35团（阿旗）：团长额勒登格/嘎达苏，政委是道布钦巴拉珠尔，政治处主任是韩·宝音乌力吉。下设四个连一个独立排。查布杆庙组成一连，连长堆钦扎布，指导员布和朝鲁；二连长柴达木的苏清嘎，该连一排长道尔吉，二排长关布拉喜；三排长旺其格；三连长何文贵；四连长是昆都的阿日本嘎。1946年秋，三连地主、富农占大多数，少数是地主富农雇来的人，被缴械后又成立了新三连，连长宝音乌力吉，苏和当副连长，指导员恩和巴图（又名邰治元），副指导员柴扎木苏。额勒登格叛变后，在罕庙打垮了这个新三连。独立排排长斯钦朝格图。1946年11月团长额勒登格率部叛变，进驻开鲁。
    - 36团（克什克腾旗）团长包英昌，政委查干楚仑。
    - 37团（扎鲁特旗）团长洪富升格/布仁巴雅尔,政委赛音巴雅尔。

  - 骑兵第五师：1946年5月，扎兰屯地区（兴安东省后改称纳文慕仁盟）的民族武装——嫩江人民自卫军2、5、8旅整编，师长鄂嫩日图，政委朱子休（西满军区干部）/1947年4月克力更（延安干部）/1947年9月夏辅仁（西满分局干部），副师长何忠明、副政委夏辅仁、吴泽民，参谋长鄂秀峰/姚凤贤，500余人。到1947年初总兵力已扩充到约2 000人。1947年5月，兴安军区命令骑兵5师组建一个骑兵团，南下参加解放战争。5师遂以42团为主力，并从43团和教导团抽调武器装备和兵员加以充实，组成骑兵团，于1947年5月13日从扎兰屯出发，开赴解放战争前线，8月1日进抵郑家屯前线参战。42团开拔后，43团从莫力达瓦旗移驻扎兰屯。1947年7月，兴安军区司令员阿思根率领骑兵第一师第二团和一个炮兵连，由王爷庙北上扎兰屯，整编内蒙古人民自卫军骑兵第五师，第四十三团和教导团合编为第三团，第四十一、四十二团合编为骑兵第四十二团，下设3个连，划归骑兵第一师指挥。1948年2月整编为内蒙古人民解放军独立骑兵第三团。
    - 第四十一团：以齐齐哈尔第八旅（称“达斡尔大队”）组建。团长姚凤贤兼。因自动离队者较多，人员减少，将41团取消番号，人员编入42团。
    - 第四十二团：兴安军少校连长何忠明会同日伪军官多振祥（达斡尔族）招募鄂温克、达斡尔少数民族青壮年60多人组成自卫队，活动于布特哈旗萨马街、蘑菇气、关门山一带山区。1946年春季根据嫩江军区的指示，何忠明的自卫队与阿荣旗姚凤贤的自卫队合编为嫩江人民自卫军第二旅（称“布特哈旗大队”），驻阿荣旗那吉屯。改编为42团后，团长鄂秀峰/多文秀，政委德文斌/孟继光。
    - 第四十三团：1945年10月20日在莫力达瓦旗达斡尔族、鄂温克族青年组建了莫旗阿尔拉大队。1945年11月4日开始在莫旗杜拉尔屯清剿光复军。在嫩江军区指挥下，参加解放尼尔基、保卫讷河、解放嫩江县城等战斗。1946年1月编为东蒙古人民自治军骑兵第八旅第一团、1946年6月编为内蒙古人民自卫军骑兵第五师第四十三团。团长敖英桂，政委于明。1948年2月编为内蒙古人民解放军独立第三团、中国人民解放军内蒙古军区警卫团。在内蒙古莫旗、阿荣旗、布特哈旗(现扎兰屯市)和黑龙江省甘南、讷河、嫩江等广大地区与光复军和土匪作战上百次，敌我双方人员伤亡比例大体28比1，在开辟纳文慕仁盟工作和建立西满军区后方根据地斗争中做出贡献。向地方输送了100多名民族干部战士。部队发展了300多名中共党员和100多名共青团员，培养提拔了250多名班长、110多名排长、66名连级干部、29名营级和团级干部。[6]
    - 教导团：副团长佟拉格，单福祥，政委叶华/沙驼
    - 独立团：在蘑菇气一带收降的国民党挺进军宋桐山残部改编为独立团。团长新布库。因该团成员恶习不改，于1947年6月被缴械撤编。

  - 骑兵第六师：1945年10月呼伦贝尔地方自治政府组建了几十人的保安队。1946年3月编入了伪满第十军管区的投诚官兵（1945年8月11日，驻海拉尔的伪满第十军管区的司令官郭文林、参谋长正珠尔扎布在鄂温克旗锡尼河地区打死部队中的日籍军官，率领2000多官兵向苏军投诚，被羁押于外蒙古境内。1945年10月移到海拉尔俘虏营，修建海拉尔的苏军烈士纪念碑。1946年1月全部被苏军就地释放），扩编为保安总队，200多人。1946年5月16日嫩江军区派王化一旅长率领第一旅部分部队乘火车和平进驻海拉尔，但滨洲铁路西段沿途的社情敌情非常复杂，大批地方警察为潜赴的地下军、先遣军、光复军。1946年5月呼伦贝尔治安纵队改编为东蒙古人民自治军骑兵第六师，师长贡格尔扎布，师政委王化一（嫩江军区旅长）。1946年6月下旬改称内蒙古人民自卫军骑兵第六师。1946年8月改称呼伦贝尔地方自卫军，司令员登登泰（伪满少校军官），下设2个团，共325人，其中军官46人大都为民族干部。由于呼伦贝尔地方政权财力不足，在呼盟工委书记苏林的请求下，由嫩江省主席于毅夫拨款50万元解决了这支部队的夏装和部分经费。东北民主联军总部从佳木斯拨给300支枪运到海拉尔。该部组成人员背景复杂，1948年2月整编为内蒙古人民解放军独立骑兵第九团时，复员部分官兵，部分送东北军政大学，留下政治与个人历史上无大问题、军事素质较好的部分年轻官兵，并调入佟拉格和吴忠瑞带来的骑兵第五师教导团第一连。
  - 兴安支队：1947年8月，兴安军区司令员阿思根、都固尔扎布率领兵第一师第二团和一个炮兵连抵达扎赉特旗，撤销兴安支队建制，将其所属第五、第六团合编为骑兵第一师骑兵第五团，又从扎旗公安大队挑选一批出身成份与表现好的战士补充到第五团。调兴安支队长包启文为内蒙古自治政府军政司长:调第六团团长田永福为骑兵第一师高级参谋。这次整编共清洗了200余人。同时，又吸收了一批新生力量。
  - 第6支队：那钦双合尔
- 内蒙古人民自卫军受内蒙古自治运动联合会军事部长乌兰夫的统帅，隶属于晋察冀军区。1948年8月成立锡察军区。
  - 骑兵第十一师：1945年8月10日，伪蒙军骑兵第九师师长乌勒吉敖喜尔率领第九师、防共第六师、总司令部直辖骑兵队等两个师部加五个骑兵团共2000多人在四子王旗乌兰花镇举行了起义。其后，拒绝了国军方面的拉拢。中国共产党领导的绥蒙政府副主席杨植霖、绥蒙军区司令员姚喆将该起义部队编为内蒙古人民解放军第一军第一师，乌献文被任命为师长。后来，苏蒙联军领导以“待查乌力吉敖其尔真实身份”为由，命该部队交出武器，开赴乌兰巴托接受整训。1946年1月2日，蒙古人民共和国方面武装了128人，由乌献文率领回到内蒙古苏尼特右旗。该部队被晋察冀军区组建为内蒙古人民游击队，驻查干宝格达，乌献文任内蒙古人民游击队队长。此后，该部队不断扩编，乌献文随该部历任内蒙古人民自卫军第四支队队长、内蒙古人民解放军骑兵第11师师长（该部队即所谓“查干宝格达军”），政委官保扎布。1948年12月，配属北岳军区扫清张北的外围之敌。国军骑兵第12旅、骑兵第5旅一部、第14总队一个团以及县保安团等3000余人驻守张北镇。12月16日零时骑兵第11师出发，向宝昌和康保方向警戒，阻击增援的敌人，并堵击张北城内敌人向东、北两个方向突围；察北骑兵旅堵击张北敌军向南突围；锡察军区机关和警卫分队在城东守备。经过一天多的战斗，张北守敌被歼。12月17日骑兵第11师部队接到破坏狼窝沟东南公路上的大石桥，且占领公路东西两侧高地，堵击沿公路突围的敌人的任务。18日早晨，师长兼政委毕力格巴图尔带领战士破坏了公路上的石桥，在坝顶坚守了3天。12月23日15时，张家口突围之敌到达了坝东，察北骑兵旅坚守集沙坝与其交火两个多小时过程中，毙敌15人，伤敌27人，俘敌227人，缴获长短枪98支、轻机枪16挺、八二迫击炮9门、六零炮10门、子弹8000余发、手榴弹292枚。[4]1949年5月改编为中国人民解放军内蒙古骑兵第四师。[7]
  - 骑兵第十二师：1945年11月，华林泰率领察哈尔镶蓝旗四支蒙古族地方武装300余人脱离国民党控制，宣布起义，被八路军绥蒙军区编为内蒙古人民自卫军第一支队，华林泰任司令员。后编为骑兵第12师，师长李森。
  - 骑兵第十五师：1945年8月抗日战争胜利后，云继珍任师参谋长、李秀山任团长的蒙古军第6师第18团被国民党收编为新编第10路军（总司令李守信）第九师，在察素齐约七八十人起义投奔解放区，加上在包头起义的准格尔旗的齐文山、林国梁等，和新参军的总计三百余人[8]，在集宁被编为内蒙古人民自卫军第二支队，云继珍为司令员，李秀山为参谋长。[9]后编为骑兵第15师。师长云继珍。
  - 骑兵第十六师：1945年11月，华林泰率领察哈尔盟镶蓝旗四支蒙古族地方武装300余人脱离国府宣布起义，被八路军绥蒙军区编为内蒙古人民自卫军第一支队，华林泰为司令员。与此同时，伪蒙军第18团等部被国民党收编为第10路军第九师，因不堪民族压迫而宣布起义，被编为内蒙古人民自卫军第二支队，司令员云继珍，参谋长李秀山。伊克昭盟达拉特旗保安队被国民党编为新编第10路军伊盟暂编保安师第2旅第1团，计300余人，在绥远战役期间宣布起义，被绥蒙军区改编为内蒙古人民自卫军第三支队。1945年12月中旬，绥蒙军区将这3个支队调往集宁整训。这时，李森、杨秀奇、奇俊山等分别带领大青山蒙古游击队、绥东游击队、绥西游击队赶往集宁。在这三个支队和三个游击队的基础上，又吸收了一批农牧民和青年学生，以及从延安民族学院抽掉回绥蒙工作的蒙古族学员，共1000多人，于1946年1月1日在集宁玫瑰营子成立内蒙古人民自卫军骑兵独立旅，编为3个骑兵团，1个警卫连。旅长李秀山，副旅长李森兼党总支书记，政治部主任寒峰，参谋长云麟，供给部长锐军。这是第一支由中国共产党领导的统一的蒙古族革命武装力量。 刚刚组建的这支队伍，人员成份复杂，装备更差，人多马少，枪弹不足，绥蒙军区决定该部开到张北大囫囵一带整训。不久，在察哈尔开辟根据地的工作队遇到了两股反共武装，一股盘踞在哈巴嘎，另一股盘踞在宝昌。旅长带队长途奔袭哈巴嘎的土围子迅速解决。接着进攻宝昌龙王庙村全歼。1946年4月剿匪归来开到张家口，一部分老弱病残复员，一部分抽调到地方工作队，保留了300多人精干队伍进入内蒙古军政学院军事部整训。经过4个多月的整训，从张家口开赴锡察草原后，有300多农牧民积极报名参军，扩充到600多人。1946年10月，国共内战中傅作义部袭占张家口，驻张家口的晋察冀中央局和晋察冀军区向南撤到阜平，乌兰夫率领内蒙古自治运动联合会、内蒙古人民自卫军骑兵独立旅北撤锡察草原，保卫锡察解放区（东西1000多里，南北500多里，生活着10万多牧民），策应东北国共内战。1946年12月，乌兰夫在贝子庙主持召开锡察工委会议，会议决定要不惜一切代价保卫锡察解放区，进一步发动群众，建立和扩大革命武装，同时决定将“内蒙古人民自卫军骑兵独立旅”改编为“内蒙古人民自卫军骑兵16师”，李秀山担任师长,王铎担任政委,刘景平、寒峰担任副政委，政治部主任墨志清，参谋长云麟，副参谋长葛瓦，供给部政委王占清(彝族老红军)。辖第一团、第二团、第三团。后来发展到2000多人，仅察哈尔籍指战员就达1300余人。总人口不足9000人的正白旗有900余人参军，牺牲143人；蒙古族人口不足1万人的正蓝旗，有1200余人参军，牺牲200余人。到1948年秋转到外线参加察绥战役，在锡察地区整整战斗了两年，粉碎敌人5次大规模进犯：
    - 第一次是1946年11月中旬，1团3连和4连分别击退察盟的封建上层的400多骑兵和蓝旗嘎亚匪帮及国民党多伦保安团300多骑兵，掩护赛汗淖后方供应基地干部家属和锡察根据地大批军需和生活用品转移；保卫正蓝旗政府和正在参加旗人民代表大会的代表安全撤退。
    - 第二次是1947年春，阻击敌人分南北两路对锡察根据地党政领导机关所在地贝子庙的进犯。正在多伦南部休整的师部及1、2团，赶在锡察门户哈巴嘎和胡鲁斯台，迎战南路进攻，打退了察哈尔省省长、军长孙兰峰指挥的由50多辆汽车2000人组成的摩托化部队和500多骑兵的进攻：北路在经棚剿匪的3团，一天一夜赶到大王庙，与从克什克腾出发进犯贝子庙的敌一个骑兵旅遭遇，激战一天，敌军撤退。
    - 第三次是1947年秋天，国军出动70辆汽车，3000多人的摩托化部队，在哈巴嘎附近的肃亲王府，包围了第2团，寡不敌众，100多人牺牲，仅有60多人突围。敌得手后继续进犯，由于1、3团在外线作战，师部组织2团余部约一个连，第80团和商都、康宝、化德县大队共400余人，继续抗敌。骑兵11师接到命令后，火速驰援，在南骆驼山，打退敌人进攻。
    - 第四次是1947年11月底，察北剿共指挥部组织60多辆汽车，2000余人袭击第5团。在八佐山，与第11师遭遇，第11师和16师5团并肩战斗，打退进攻。2连连长乌尼巴图率领一个班的战士在完成阻击任务后，为了掩护战友撤退，孤身一人抵抗，牺牲时年仅24岁。中共锡察工委批准将八佐山命名为乌尼巴图山。
    - 1947年6月中旬消灭额尔钦道尔吉匪徒的战斗。
    - 第五次是1948年7月初，国军骑兵11旅及宝贵廷、温盖、鲁布桑葛根土匪武装1000多人，进攻根据地，抢走牧民牛羊四五千只。第61团骑兵打头、切中、钳尾，击败数倍于己的敌军，虎口夺食，将被敌人抢走的牛羊全部夺回。自此以后，敌人再无力发动大规模进攻，龟缩在几个孤立的县城内，不敢轻易出动。
    - 在锡察草原率军南征北战，先后进行过高山堡、骆驼山、巴格赖、哈拉毛都、四台房等战斗。解放了草原重镇多伦，再战平定堡，两打宝昌，二进康保城。1948年7月初，“内蒙古自卫军骑兵第16师”进行了短期整训，补充了人员、马匹和装备，改称“内蒙古人民解放军骑兵第16师”，李秀山、寒峰先后任师长，政委刘景平。全师整编为2个团。1948年7月中旬，进入察北地区，与察北骑兵第3师、内蒙古人民解放军骑兵第11师协同作战，积极出击，牵制察北敌军，相继解放了多座县城。华北野战军为牵制华北敌军主力，不使其出关，隔断华北、东北敌军的联系，于7月末发起察绥战役准备。7月30日，16师与察北3师协同，攻打高山堡，以很少的伤亡歼敌800多人。1948年冬平津战役打响。内蒙古骑兵16师奉命和内蒙古骑兵11师、察北骑兵3师相互配合，进攻张北、宝昌、康保、商都等重镇，进而解放全部察北地区，从北面堵截傅军窜入草地或西进绥远。1948年11月中旬全师集结在张盖湾一带准备打宝昌。突接内蒙古军区电示：由东北辽西逃窜的蒙古骑兵第1旅苏和巴特尔部3000余人逃窜到内蒙古，与土匪韩桑杰合股，后又西窜至锡林郭勒草原，与当地匪首胡图林嘎以及布里亚特匪首额仁钦道尔吉等勾结，策动时任苏尼特左旗旗长敖斯尔、阿巴嘎旗旗长那其格等叛变，组成了500余人的土匪武装，并且被国民党收编为“蒙古边境骑兵总队”。蒙骑第16师立即北返贝子庙截击这股敌人。就在16师整装待发准备北返之际，胡图林嘎、温盖残部两千余人突然窜到骆驼山、羊群滩一带，距先头部队骑兵第61团（副团长云一立带队）只有两、三公里。第16师立即人出击，追了十多公里，敌人逃进宝昌。之后，第16师返草地截击苏和巴特尔部。击溃后，配合解放张家口，16师又挥师向南，解了宝昌。12月24日，张家口解放，从张家口逃出的一股敌人会同宝昌、康保、张北等地残部向西狂逃。16师追击中收复了康保。至此，察北地区及锡察全境解放。16师在康保休整了近一个月，投入了绥北战役（1949年2月12日至27日）经历了4次战斗。第1次是西河子战斗；第2次是乌兰花战斗；第3次是二分子战斗；第4次是召河战斗。1949年4月，16师参加解放大同任务。到达大同外围时，大同守敌投诚。16师旋即奉命由大同经丰镇进至集宁的玫瑰营子休整。1949年5月“内蒙古人民解放军骑兵16师”改称为“中国人民解放军内蒙古军区骑兵第5师”，师长吴广义，刘景平任政委。辖第13、14、15团。全师于1950年1月中旬从玫瑰营子出发，行军700余里，于2月12日进入伊克昭盟剿匪。1950年6月，骑5师和伊盟军区合并组成伊克昭盟军分区，并保留骑5师番号。1952年5月，根据中央军委的命令，内蒙古军区的5个骑兵师整编为1个国防骑兵师，即中国人民解放军骑兵第5师。1969年，骑5师改编为内蒙古军区守备第2师。

  - 骑兵第十七师：1946年7月晋绥、晋察冀部队围攻大同时，马占山东北挺进军先遣第一路军骑兵第5师第15团团长海福龙率部在阳高县八里台起义（另说是1946年8月22日共军攻至大同城外飞机场时起义）。晋察冀中央局决定这支部队划给内蒙古自治运动联合会领导，改编为内蒙古人民自卫军第5支队，支队长海福龙。1946年11月改编为内蒙古人民自卫军第17师，辖49、51两个团、5个连和1个直属队，共500余人，师长海福龙。1947年8月调卓索图盟进行整训。1947年12月，编入卓索图盟纵队。
- 冀察热辽军区领导下的蒙古族武装：
  - 卓索图盟纵队（简称卓盟纵队）：1946年9月8日，根据冀热辽军区命令，在赤峰翁牛特旗白音汗组建卓盟纵队。白云航向刘春提出要一人兼三职：自治运动联合会卓索图盟分会主任、卓索图盟盟长、卓索图盟纵队司令员。刘春和热河省委书记胡锡奎商量后，不同意白云航的要求：“你不能身兼数职。你现在是自治运动联合分会主任，将来建立盟政府，你可以担任盟长，或者担任纵队司令员，两者中选一个。”白云航选了担任司令员、孔飞任副司令员，白云航的亲信杨古札木苏为参谋长，田户任副参谋长，金起铣任政治部主任，乌兰 (女)任政治部副主任。下辖各支队。各支队大多是单独作战，需要时相互协同作战。只有一支队和卓盟纵队司令部在一起活动。 有为保证部队供应而建立的被服厂、生产马具的皮件厂，还有马车运输大队。冀热辽分局1946年12月14日发布的《分局关于热河蒙民工作的指示》第四部分“建立内蒙民族的人民武装问题”：“要实行内蒙人民高度自治，必须要建立内蒙人民自己的军队，各地党委，应加强内蒙人民武装的领导与解决他们的困难问题。使内蒙军队建立各种制度，加强政治军事教育，巩固部队提高战斗力。现在昭盟已成立内蒙人民自卫军第四师，卓盟已成立内蒙人民自卫军卓盟纵队，这些部队需要改造，对于不称职的与有害内蒙人民利益的分子，给予教育改造，在万不得已时实行淘汰，但对这些退伍人员，应给予工作上生活上的出路。应该培养与尊敬革命军人，要吸收革命青年与农牧民革命群众参加军队，灌输新血液，使之成为一支坚强的内蒙人民解放军。但在改造中必须注意团结一切能与我合作的官兵，不使对我怀疑而造成隔阂。改造的重要方法之一，是加强反美反蒋民族教育与群众纪律的教育。为了团结蒙民军官，对他们一般不清算，与不分散其土地与牲畜。旗支队必须加强，员额不足者加以补充，并经常进行政治教育与军事训练；自治会县区支会主任分别担任政委与指导员，负直接管理军队的责任。这些地方武装，在昭盟受蒙汉联合司令部指挥，在卓盟受各分区司令部及卓盟纵队司令部联合指挥。蒙民的民兵自卫队，应普遍组织，把蒙民的男女老少分别组织在自卫队的各种形式之内，并从中挑选可靠之青壮年，组织民兵与游击小组。必须很好运用与发扬内蒙民族固有的军事组织的传统习惯，如驿站传讯等；但因牧民居住不集中及农蒙与汉人杂居，故组织形式应依照当地蒙民意见创新的，切不可把适用于汉人的或适用于农业区的机械地搬用于蒙人或游牧区。”1947年初，白云航被调走参加内蒙古政府成立大会，孔飞任司令员。1948年10月23日，与蒙骑四师合编为内蒙古人民解放军骑兵第10师，师长孔飞，副师长阿民布和，政委乌力吉那仁，副政委兼政治部主任刘昌，副师长兼参谋长葛瑞汝，副参谋长包英昌。下辖2个团：蒙骑四师第31、第33团合编为第31团；卓盟纵队一支队编为第33团；卓盟纵队六支队转隶属第21军分区。1949年6月1日，在突泉编为中国人民解放军内蒙古军区骑兵第3师。
    - 第一支队：由卓索图盟分会保安队改编，支队长鲍琦，政治处主任席达。一支队是以内蒙古自治学院第一期毕业生为骨干组织起来的，绝大部分是招募的新兵，仅在喀喇沁右旗就有600多人参加卓索图盟分会保安队，一开始就有完善的中共党组织，军队素质好，多次参加反击国民党军队进攻和围剿土匪的战斗，到1947年底已经发展到1200多人。
    - 第四支队：翁敖联合旗支队，兵力3个连三四百人。
    - 第六支队：由敖汉旗支队编成。支队长李海涛，政委乌兰 (女)兼任。六支队是敖汉旗开明绅士李华亭组织的地方武装
    - 第十一支队：
    - 第十二支队：以新惠支队蒙民大队为基础组建，下辖三个骑兵连；1946年10月被中共改编为卓盟第六支队，兵力共四五百人。
    - 第十三支队：在阜（新）、义（县）、北（票）地区活动
    - 喀喇泌左旗支队
    - 喀喇泌中旗支队
- 警卫团：驻王爷庙（乌兰浩特）。前身为内蒙古人民自卫军兴安省军区警卫团 。
- 独立骑兵第三团：由原骑兵第5师主力编成
- 独立骑兵第九团：1948年2月组成人员背景复杂的内蒙古人民自卫军骑兵第6师整编，复员了部分官兵，部分官兵送东北军政大学，留下政治与个人历史上无大问题、军事素质较好的部分年轻官兵，并调入佟拉格和吴忠瑞带来的骑兵第五师教导团第一连。团长苏荣，政委巴图巴根、副团长兼参谋长丹丁扎布（1948年9月接任团长），政治处主任佟拉格。1948年2月有3个连，共317人，其中战斗人员209人，步枪333支，骑枪7支，手枪23支，轻机枪18挺，重机枪5挺，掷弹筒15个，迫击炮4门。开展“一条心”教育运动、建党建团、治安巡逻、警卫、社会宣传。1948年3月增至432人，编4个连。1948年5月12日上级命令缩编为3个连，为此退伍了150多人，全团355人，其中团部（参谋、警卫员、政治处、供给处、卫生所）39人，一连106人，二连105人，三连105人。团部和一连、三连驻日满兴安北省公署（后为呼盟歌舞团），二连驻南门外原日军兵营2座青砖楼。1949年3月撤销。[10]佟拉格带一批联排干部到乌兰浩特编入内蒙古军区警卫团；第一连整建制编入呼盟公安大队；第二、第三连复员解散。
  - 第一连：从扎兰屯调海拉尔的骑兵第五师教导团第一连，以达斡尔族为主。
  - 第二连：原骑兵第六师选入的官兵组成。
  - 第三连：随着呼盟地方工作深入基层，从牧业四旗、镇西县、郭前旗征召贫雇农青年组建第三连。
- 伊盟蒙汉支队等各支部队统一改编为内蒙古人民解放军伊克昭盟支队，解放了准格尔旗。

## 纪念
- 内蒙古军区司令部遗址：位于内蒙古兴安盟乌兰浩特市兴安北路西侧、科右前旗人民医院门诊楼东侧，现为中国银行兴安盟分行办公楼原址。曾经先后为内蒙古人民自卫军兴安省军区驻地，内蒙古人民自卫军司令部与政治部驻地，内蒙古人民解放军机关驻地、中国人民解放军内蒙古军区驻地。1949年12月，内蒙古军区司令部迁张家口市，遗址改作它用。二十世纪八十年代初，内蒙古军区司令部遗址因城市建设被拆除。[11]